# Ludovic Clemente
Pour les articles homonymes, voir Clemente.
Ludovic Clemente Garcés, né le 9 mai 1986 à Andorre-la-Vieille, est un footballeur international andorran.

## Biographie
Ludovic Clemente joue au FC Andorra et au CE Manresa, dans les divisions inférieures espagnoles (cinquième division principalement).
Il joue son premier match en équipe d'Andorre le 12 octobre 2005, contre l'Arménie, lors des éliminatoires du mondial 2006 (défaite 0-3 à Andorre-la-Vieille).
Il participe ensuite avec la sélection andorrane aux éliminatoires du mondial 2014, aux éliminatoires de l'Euro 2016, et aux éliminatoires du mondial 2018.

## Palmarès
Il remporte le Championnat d'Andorre en 2021 et 2022 avec l'Inter Club d'Escaldes puis en 2024 avec l'UE Santa Coloma.
Il remporte également la Coupe d'Andorre en 2024 avec l' UE Santa Coloma et la Supercoupe d'Andorre en 2020 et 2021 avec l'Inter Club d'Escaldes